# En askungesaga
En askungesaga (originaltitel: A Cinderella Story) är en amerikansk film från 2004 som är regisserad av Mark Rosman. Filmen släpptes på DVD den 18 maj 2005 i Sverige.

## Handling
När den unga flickan Sams pappa dör tas hans café över av Sams styvmamma Fiona som tvingar henne att jobba där, då får hon också öknamnet "Caféflickan" i skolan. Samtidigt chattar Sam oavbrutet med en kille från hennes skola, med hemligt namn. På höstbalen bestämmer de en träff och allt i Sams värld förändras när killen med den hemliga mejladressen visar sig vara skolans populäraste kille Austin Ames. Finns det någon chans för Sam att bli ihop med honom, hon är ju bara en nörd som jobbar på café? Austins före detta flickvän Shelby gör också allt för att livet ska bli botten för Sam.

## Rollista
| Hilary Duff         | – Sam       |
| Chad Michael Murray | – Austin    |
| Jennifer Coolidge   | – Fiona     |
| Dan Byrd            | – Carter    |
| Regina King         | – Rhonda    |
| Madeline Zima       | – Brianna   |
| Andrea Avery        | – Gabriella |